# Кухня Есватіні

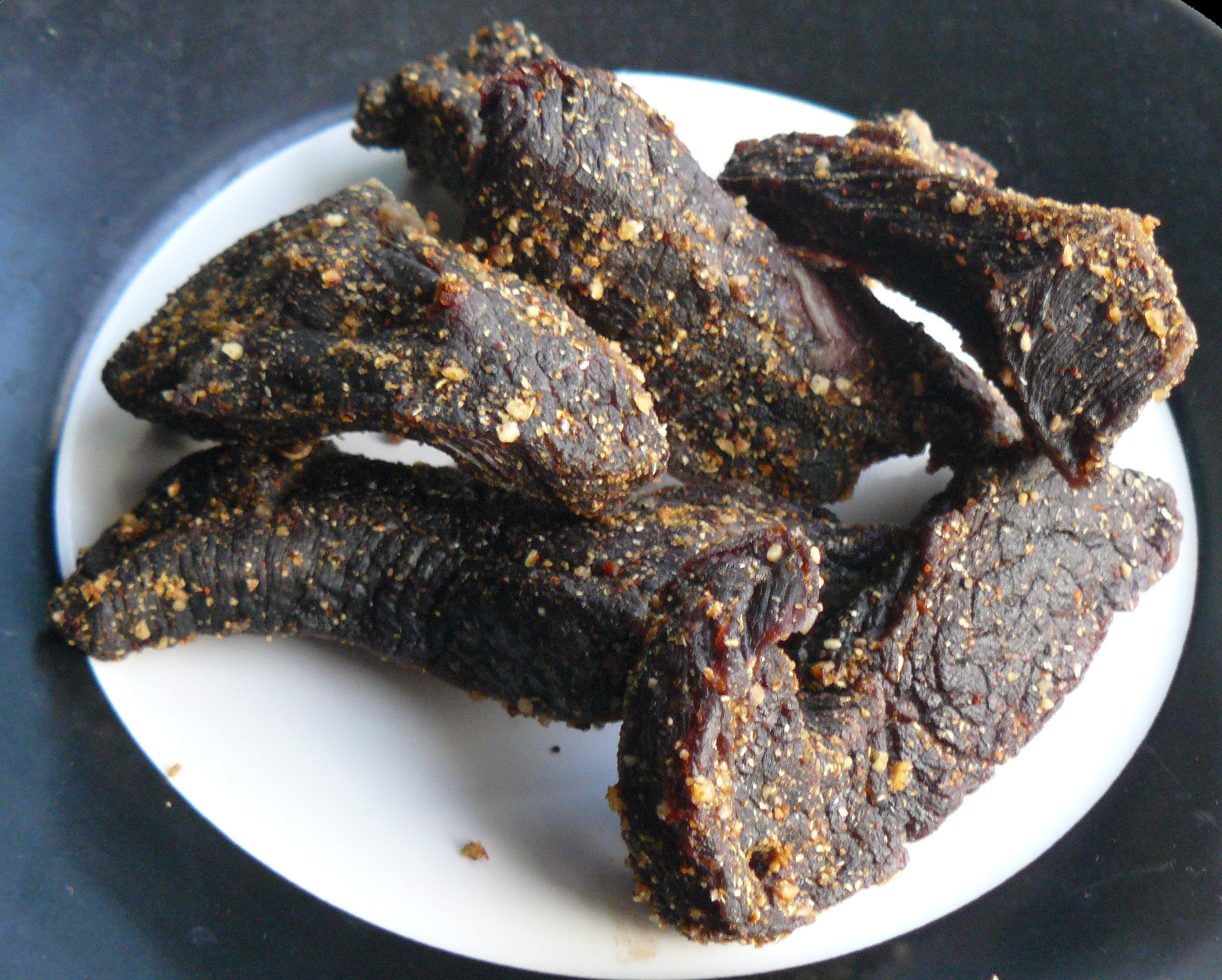
Білтонг домашнього приготування — популярний м'ясний продукт в Есватіні

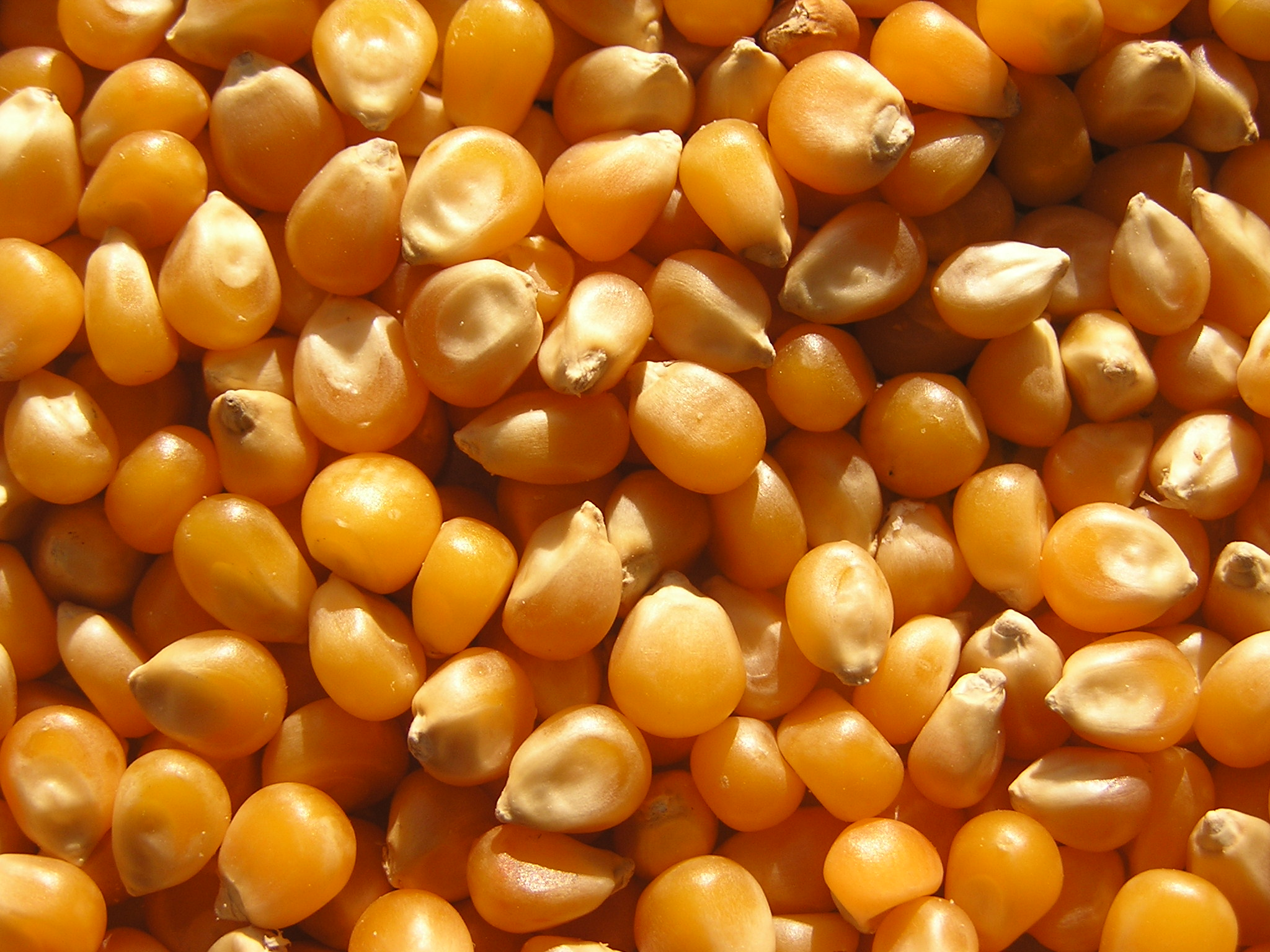
Кукурудза

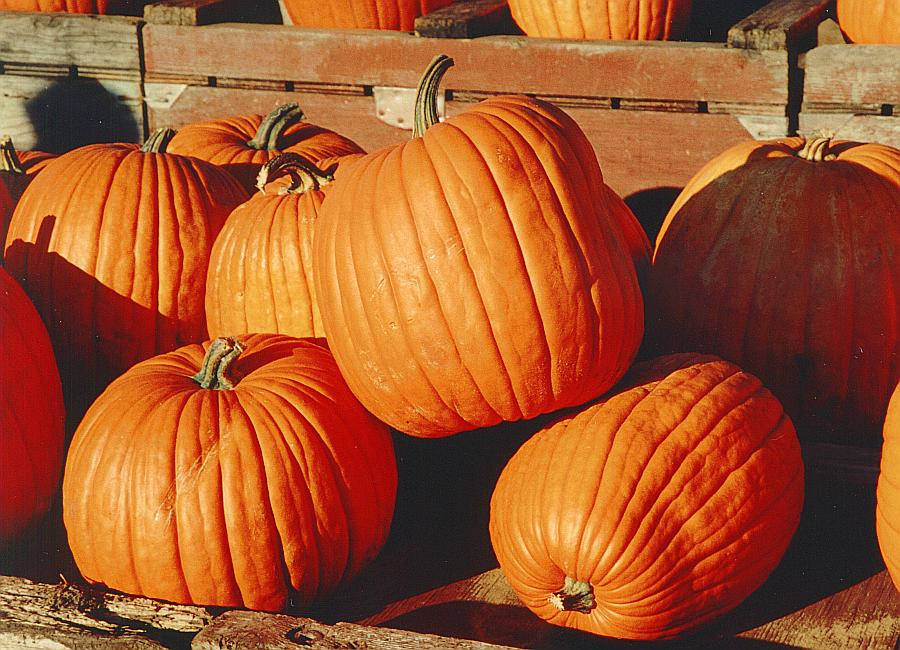
Гарбуз

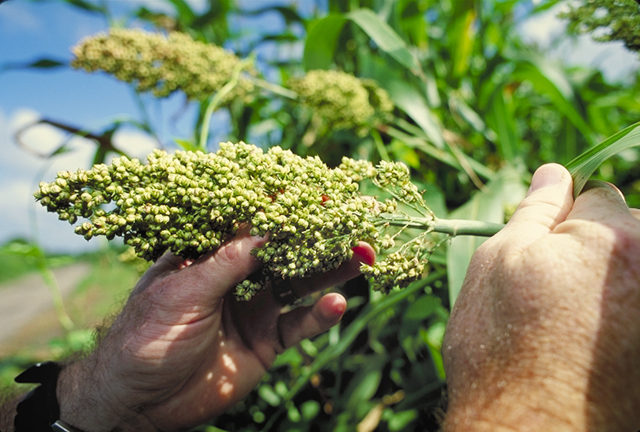
Сорго

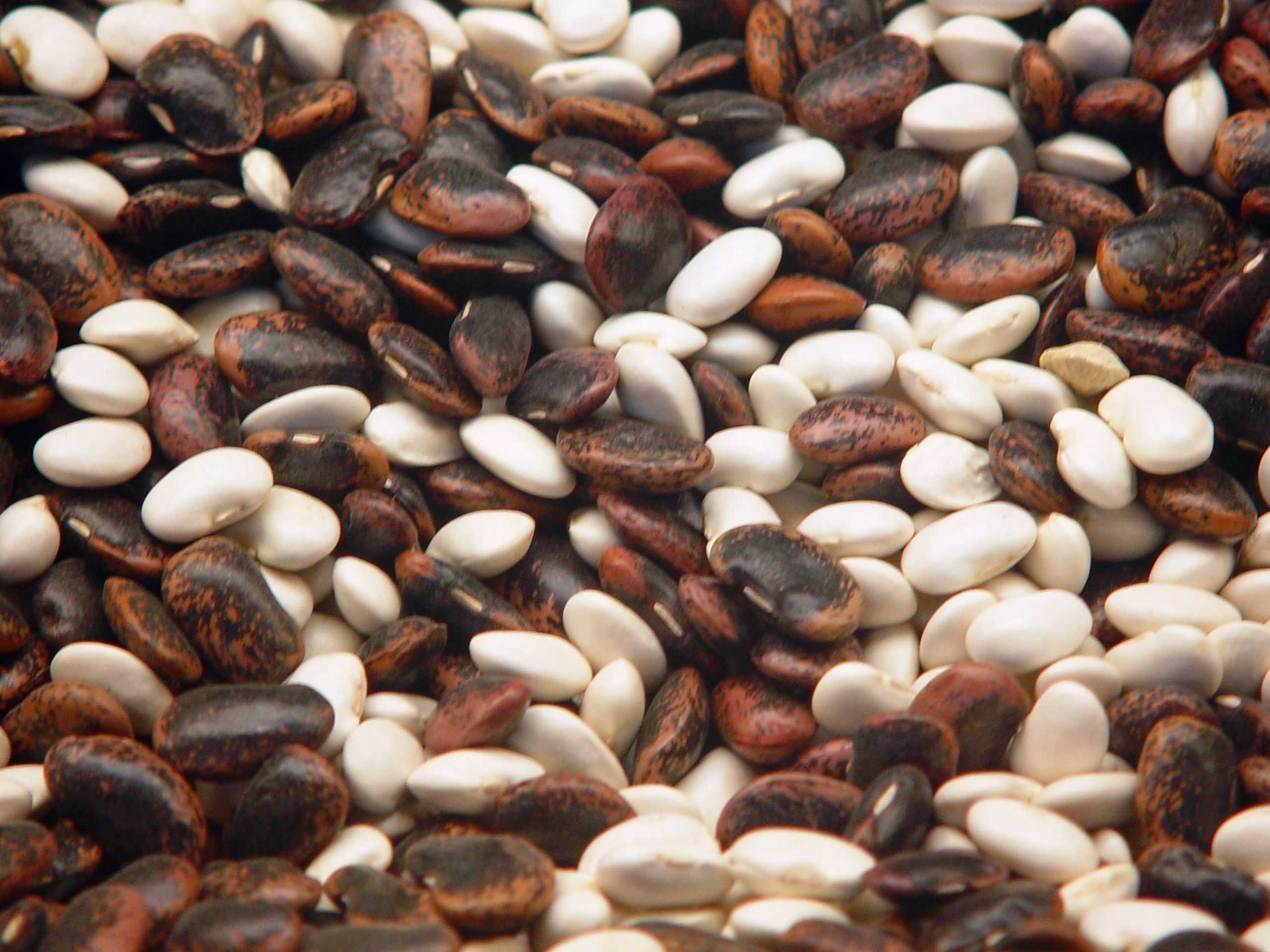
Різновиди бобових

Кухня Есватіні багато в чому визначається сезонами та географією регіону. Основні продукти харчування в Есватині включають сорго і кукурудзу, які часто подають з козлятиною, дуже популярним м'ясом і худобою. Сільське господарство в основному базується на вирощуванні цукрової тростини, тютюну, рису, кукурудзи, арахісу та експорту козлятини та яловичини. Багато свазі є фермерами, що ведуть натуральне господарство, які доповнюють свій раціон продуктами, купленими на ринках.
Продукти та імпорт з прибережних країн також є частиною кухні Есватині. На деяких місцевих ринках є продуктові лавки з традиційним для свазі м'ясним стью, сендвічами, кукурудзяним борошном та сезонною смаженою кукурудзою в качанах.

## Традиційні страви
Традиційні страви Есватині включають:
- Сішвала (Sishwala) — густа каша, що зазвичай подається з м'ясом або овочами.
- Інкванква (Incwancwa) — кисла каша з ферментованого кукурудзяного борошна.
- Сітфубі (Sitfubi) — свіже молоко, приготовлене і змішане з кукурудзяним борошном.
- Сіпхупе сетиндлубу (Siphuphe setindlububu) — густа каша з подрібнених мелених горіхів.
- Емасі етінкхобе тембіла (Emasi etinkhobe temmbila) — мелена кукурудза, змішана з кислим молоком.
- Емасі емабеле (Emasi emabele) — мелене сорго, змішане з кислим молоком.
- Сидвудву (Sidvudvu) — гарбузова каша, змішана з кукурудзяним борошном.
- Умнцвеба (Umncweba) — сушене сире м'ясо (білтонг).
- Сіпхупхе семабхонтджисі (Siphuphe semabhontjisi) — густа каша з пюре з квасолі.
- Тінхобе (Tinkhobe) — варена цільна кукурудза
- Умбідво ветинтсанга (Umbhindvo wetintsanga) — приготовлені пагони (листя) гарбуза, змішані з меленими горіхами
- Емахеву (Emahewu) — напій з ферментованої рідкої каші.
- Умкомботсі (Umcombotsi) — традиційне пиво, зварене в Есватіні, називається тджвала.